# Conicera gracilis
Conicera gracilis är en tvåvingeart som beskrevs av Michailovskaya 2000. Conicera gracilis ingår i släktet Conicera och familjen puckelflugor. Inga underarter finns listade i Catalogue of Life.